# Sámuel Diószegi

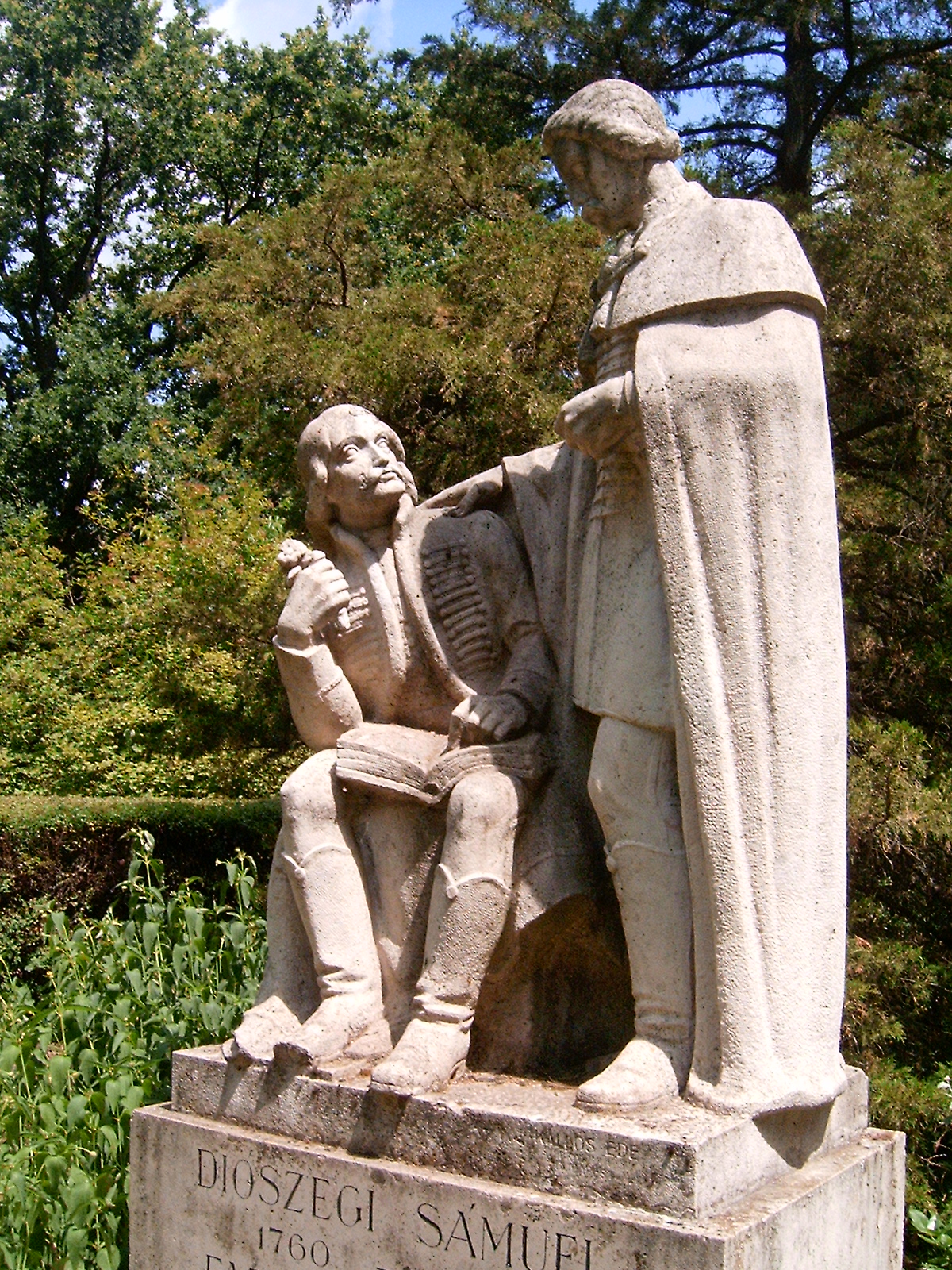
Monumentul dedicat lui Sámuel Diószegi și lui Mihály Fazekas la Debrețin

Sámuel Diószegi (Sámuel Diószeghi) (n. 5 ianuarie 1760, Debrețin, Ungaria – d. 2 august 1813, Debrețin, Ungaria) a fost un botanist, profesor și pastor reformat maghiar. Este autorul primului tratat maghiar de botanică Maghiar füvész-könyv, mely a két magyar hazában található növényeknek megismertethetésére vezet, a Linné alkotmánya szerint (1807), scris în colaborare cu poetul Mihály Fazekas.

## Biografie

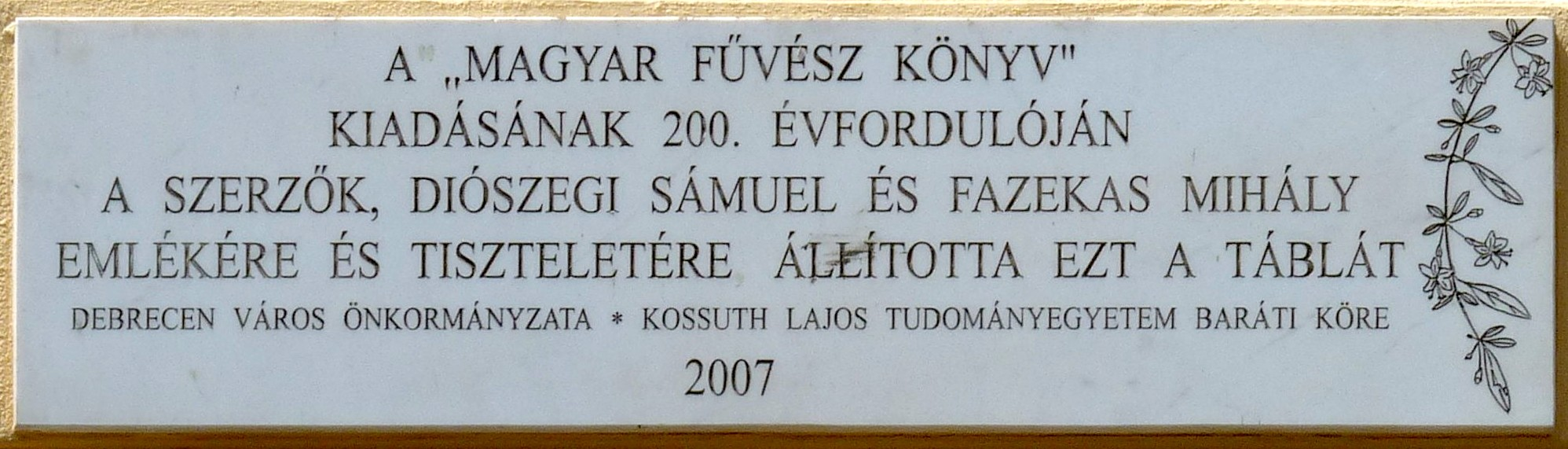

A fost fiul lui Pál F. Diószegi (profesor la școala de fete) și a lui Erzsébet Szappanos. A învățat la școala din orașul său natal, iar pe 27 aprilie 1775 a fost admis la cursurile secundare. În 1783 a devenit profesor la școala primară. La 29 aprilie 1784 a fost numit director al școlii din Hajdúböszörmény, unde a petrecut trei ani.  În 1787 a fost angajat ca profesor temporar la Kecskemét. După o jumătate de an a mers la Universitatea din Göttingen unde a audiat, printre altele, cursuri de științe naturale și de științe medicale. După ce s-a întors în Ungaria, a fost numit în 1789 ca pastor la Hajdúnánás, pe 18 aprilie 1793 la Hajdúböszörmény și pe 29 martie 1803 la Debrețin. În ianuarie 1806 a devenit funcționar episcopal, fiind numit pe 13 ianuarie 1809 decan și pe 22 aprilie 1809 notar episcopal.
A murit pe 2 august 1813 la Debrețin. Pastorul István Németh a ținut cuvântarea de rămas bun, iar profesorul Sándor Tata a rostit un discurs memorial. Un articol, care include o biografie completă, a fost scris de Ézsaiás Budai și publicat în ziarul Magyar Kurír II., secțiunea Honnyi levelek  din anexa 9. numarul de comunicare.

## Activitatea științifică

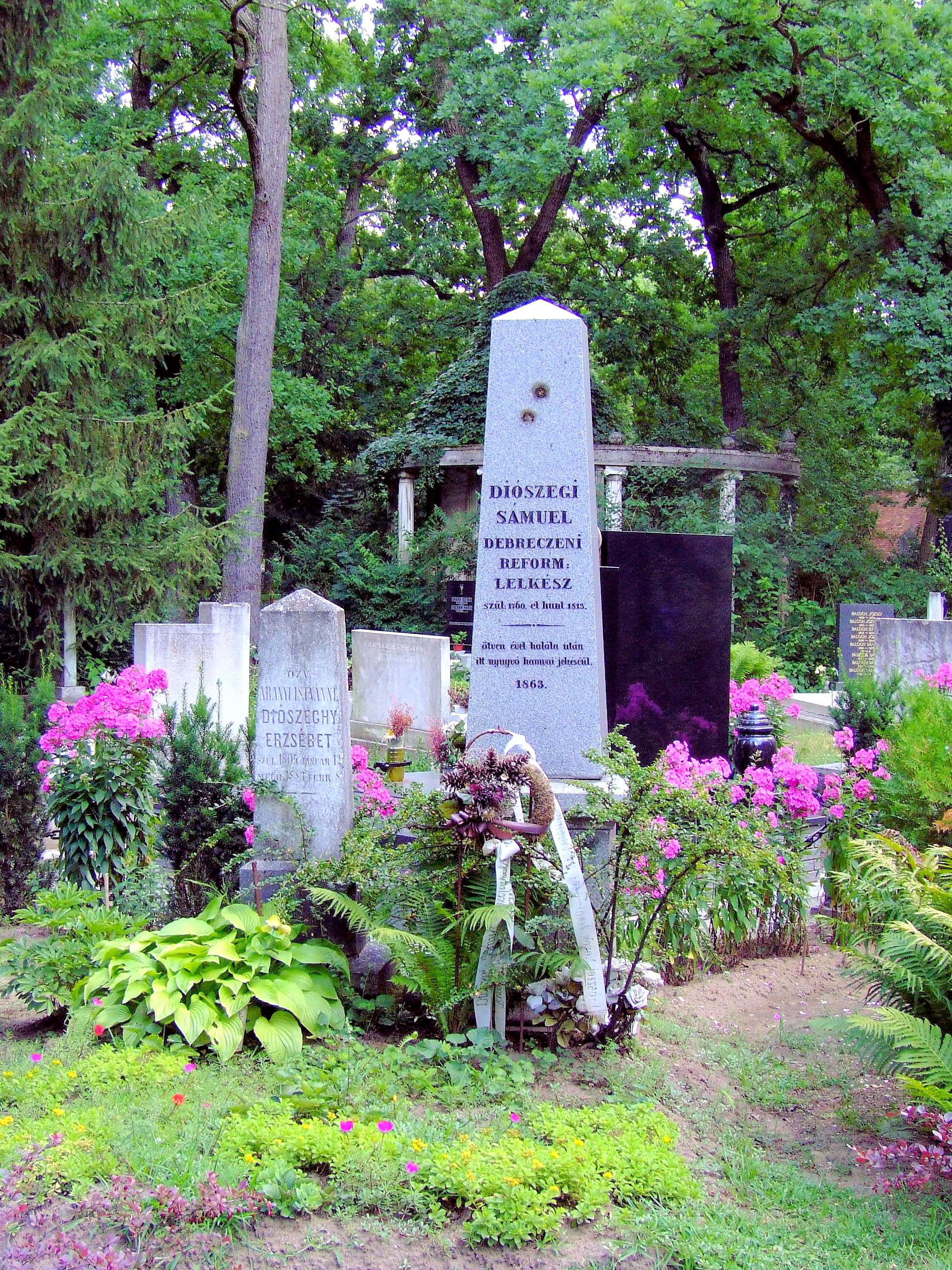
Mormântul lui Sámuel Diószegi din Debrețin

Orice inițiativă din domeniul botanicii din Ungaria este legată practic de numele său. În 1807 el a lansat ideea tipăririi unei reviste botanice, care s-a materializat abia după câțiva zeci de ani.

### Lucrări
1. Maghiar füvész-könyv, mely a két magyar hazában található növényeknek megismertethetésére vezet, a Linné alkotmánya szerint. Debrețin, 1807. Două părți. (A fost scrisă în colaborare cu cumnatul său, Mihály Fazekas, care era căsătorit cu sora lui, Maria Diószegi.)
2. Erkölcsi tanítások prédikácziókban (Învățături morale pentru preoți). U. ott, 1808. Două volume.
3. Prédikáczio, melyet a szatmári helv. vallástételt követő keresztyének új templomának felszentelésére készített és abban szept. 27. 1807. elmondott. U. ott, 1808.
4. Halotti tanítás, melyel néhai… Szombathi István urnak… emlékezetét tisztelte… jún. 17. 1810. eszt. U. ott, 1810.
5. Abéce (Alfabet). U. ott, 1810. (Au apărut mai multe ediții. Aceasta este o carte cunoscută sub numele de manualul lui Diószegi pentru copiii de școală elementară.)
6. Orvosi füvész-könyv, mely a magyar füvészkönyv praktika része. A füvészek és nem füvészek számokra készült, és hasznavehetővé tétetett. U. ott, 1813.

## In memoriam
Un monument simplu dedicat lui Diószegi și Fazekas a fost amplasat în grădina Universității din Budapesta.